# 童子蛋
童子尿煮雞蛋，簡稱童子蛋，是中國浙江東陽市的傳統飲食文化，並於2008年獲選為東陽市非物質文化遺產。當地人把雞蛋放進10岁以下男童的尿液中燉煮，以达到“滋陰降火治瘀，春天不會昏昏欲睡，夏天不會中暑”之效。事實上尿液成分包括尿素、尿酮體、亞硝酸鹽等，食童子蛋並無科學根據。食尿煮蛋主要是受到從眾效應的影響。
有中醫认为，尿液經沉澱後的結晶即中藥人中白，具有滋陰降火、止血治淤等療效。在古時，童子尿也常作為藥引使用。

## 製作方法
童子蛋制作方法與茶葉蛋差不多，先把雞蛋敲裂，再加入新鮮童子尿，讓尿液入滲透蛋殼，進入蛋體。雞蛋並要在尿中燉煮一日一夜。